# Szigetköz

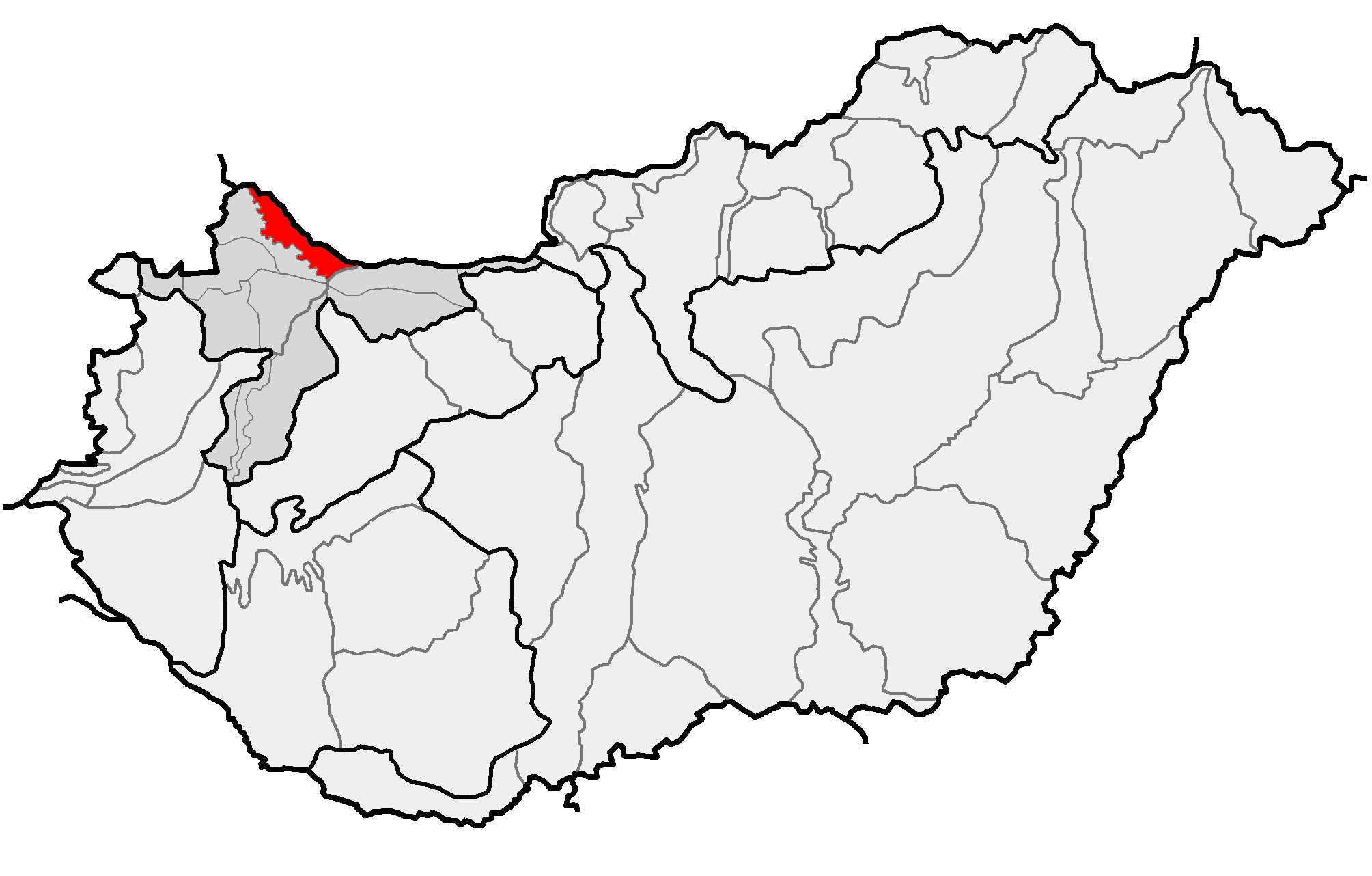

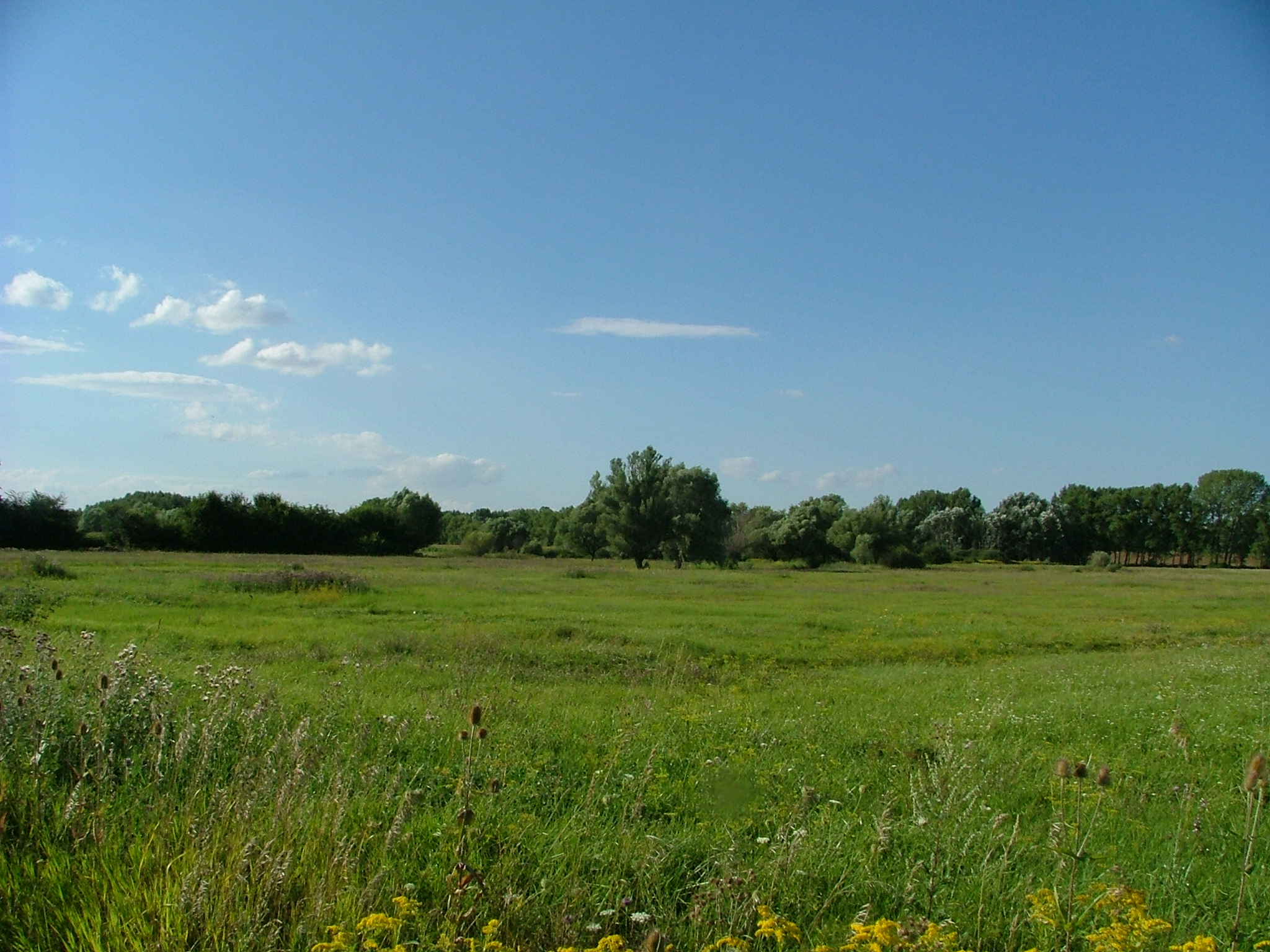
Landschap in Szigetköz

Szigetköz (Duits: Kleine Schüttinsel) is het grootste riviereiland van Hongarije. Het ligt in het uiterste noordwesten van het land en wordt omsloten door twee Donauarmen: de hoofdstroom in het noorden en de Mosoni Duna in het zuiden. Het heeft een oppervlakte van 375 km², met een lengte van 52,5 km en een grootste breedte van 8 km. 
Het eiland wordt onderverdeeld in het westelijke Felső-Szigetköz (Boven-Szigetköz) en het oostelijke Alsó-Szigetköz (Beneden-Szigetköz). Op het laatste gedeelte liggen de noordelijke wijken van de stad Győr.
Het eiland heeft verschillende grote overstromingen meegemaakt, waarvan de laatste op 15 juli 1954 plaatsvond. De aanleg van de overigens omstreden stuwdam bij Gabčíkovo en de bijbehorende Donau-omleiding ten noordwesten van het eiland was mede bedoeld om toekomstige overstromingen te voorkomen.
De Duitse naam van Szigetköz verwijst impliciet naar de tegenhanger, Žitný ostrov, dat op de linker Donauoever ligt en in het Duits Große Schüttinsel heet.